# 崇蓮寺 (春日部市)
崇蓮寺（そうれんじ）は、埼玉県春日部市にある浄土宗の寺院。

## 歴史
関根太兵衛の開基である。ある日、太兵衛の妻が池で水死してしまった。太兵衛は妻の菩提を弔うために、その池のそばに寺を創建したのが当寺の起源である。太兵衛の妻が亡くなった年が1656年（明暦2年）であることから、この年以降に創建されたものと推測される。
現在の本堂は、1970年（昭和45年）に建てられたものである。当寺所蔵の青面金剛童子を修復する際に、製作年代が1667年（寛文7年）であることが判明している。

## 文化財
- 崇蓮寺の木造青面金剛像（春日部市指定有形文化財 平成24年3月27日指定）[3]

## 交通アクセス
- 春日部駅より徒歩9分。